# Чатам (Њујорк)
Чатам (енгл. Chatham) град је у америчкој савезној држави Њујорк.

## Демографија
По попису из 2010. године број становника је 1.770, што је 12 (0,7%) становника више него 2000. године.
| Група             | 2000.         | 2010.         |
| Белци             | 1.632 (92,8%) | 1.531 (86,5%) |
| Афроамериканци    | 54 (3,1%)     | 60 (3,4%)     |
| Азијати           | 7 (0,4%)      | 36 (2,0%)     |
| Хиспаноамериканци | 29 (1,6%)     | 89 (5,0%)     |
| Укупно            | 1.758         | 1.770         |